# Championnat du monde des rallyes 1989
Navigation
1988 1990

## Épreuves
|                 |                          |                     |                       |
| Noir = Asphalte | Marron = Terre / Gravier | Bleu = Neige/ glace | Rouge = Surface mixte |

### Calendrier / Résultats
| Calendrier / Résultats du championnat du monde des rallyes 1989 | Calendrier / Résultats du championnat du monde des rallyes 1989 | Calendrier / Résultats du championnat du monde des rallyes 1989 | Calendrier / Résultats du championnat du monde des rallyes 1989 | Calendrier / Résultats du championnat du monde des rallyes 1989 | Calendrier / Résultats du championnat du monde des rallyes 1989 | Calendrier / Résultats du championnat du monde des rallyes 1989 | Calendrier / Résultats du championnat du monde des rallyes 1989 | Calendrier / Résultats du championnat du monde des rallyes 1989 |
| Manche                                                          | Rallye                                                          | Rallye                                                          | Podium                                                          | Podium                                                          | Podium                                                          | Podium                                                          | Podium                                                          | Podium                                                          |
| Manche                                                          | Rallye                                                          | Rallye                                                          | #                                                               | Pilote                                                          | Copilote                                                        | Équipe                                                          | Voiture                                                         | Temps                                                           |
| --------------------------------------------------------------- | --------------------------------------------------------------- | --------------------------------------------------------------- | --------------------------------------------------------------- | --------------------------------------------------------------- | --------------------------------------------------------------- | --------------------------------------------------------------- | --------------------------------------------------------------- | --------------------------------------------------------------- |
| 1                                                               | 39e Rallye de Suède (6-8 janvier)                               | 37 spéciales 504 km Neige/Glace                                 | 1                                                               | Ingvar Carlsson                                                 | Per Carlsson                                                    | Mazda Rally Team Europe                                         | Mazda 323 4WD                                                   | 4 h 58 min 15 s                                                 |
| 1                                                               | 39e Rallye de Suède (6-8 janvier)                               | 37 spéciales 504 km Neige/Glace                                 | 2                                                               | Per Eklund                                                      | Dave Whittock                                                   | Clarion Team Europe                                             | Lancia Delta Integrale                                          | 4 h 59 min 18 s                                                 |
| 1                                                               | 39e Rallye de Suède (6-8 janvier)                               | 37 spéciales 504 km Neige/Glace                                 | 3                                                               | Kenneth Eriksson                                                | Staffan Parmander                                               | Toyota Team Sweden                                              | Toyota Celica GT-Four                                           | 4 h 59 min 57 s                                                 |
|                                                                 |                                                                 |                                                                 |                                                                 |                                                                 |                                                                 |                                                                 |                                                                 |                                                                 |
| 2                                                               | 57e Rallye automobile Monte-Carlo (21-27 janvier)               | 24 spéciales 613 km Asphalte/Neige                              | 1                                                               | Miki Biasion                                                    | Tiziano Siviero                                                 | Martini Lancia                                                  | Lancia Delta Integrale                                          | 7 h 13 min 27 s                                                 |
| 2                                                               | 57e Rallye automobile Monte-Carlo (21-27 janvier)               | 24 spéciales 613 km Asphalte/Neige                              | 2                                                               | Didier Auriol                                                   | Bernard Occelli                                                 | Martini Lancia                                                  | Lancia Delta Integrale                                          | 7 h 19 min 54 s                                                 |
| 2                                                               | 57e Rallye automobile Monte-Carlo (21-27 janvier)               | 24 spéciales 613 km Asphalte/Neige                              | 3                                                               | Bruno Saby                                                      | Jean-François Fauchille                                         | Martini Lancia                                                  | Lancia Delta HF 4WD                                             | 7 h 21 min 08 s                                                 |
|                                                                 |                                                                 |                                                                 |                                                                 |                                                                 |                                                                 |                                                                 |                                                                 |                                                                 |
| 3                                                               | 23e Rallye du Portugal (28 février - 4 mars)                    | 37 spéciales 577 km Aspalte/Gravier                             | 1                                                               | Miki Biasion                                                    | Tiziano Siviero                                                 | Martini Lancia                                                  | Lancia Delta Integrale                                          | 6 h 47 min 01 s                                                 |
| 3                                                               | 23e Rallye du Portugal (28 février - 4 mars)                    | 37 spéciales 577 km Aspalte/Gravier                             | 2                                                               | Markku Alén                                                     | Ilkka Kivimäki                                                  | Martini Lancia                                                  | Lancia Delta Integrale                                          | 6 h 57 min 19 s                                                 |
| 3                                                               | 23e Rallye du Portugal (28 février - 4 mars)                    | 37 spéciales 577 km Aspalte/Gravier                             | 3                                                               | Alex Fiorio                                                     | Luigi Pirollo                                                   | Jolly Club                                                      | Lancia Delta Integrale                                          | 7 h 10 min 19 s                                                 |
|                                                                 |                                                                 |                                                                 |                                                                 |                                                                 |                                                                 |                                                                 |                                                                 |                                                                 |
| 4                                                               | 37e Rallye Safari (31 mars - 4 avril)                           | 85 controles 4539 km Gravier                                    | 1                                                               | Miki Biasion                                                    | Tiziano Siviero                                                 | Martini Lancia                                                  | Lancia Delta Integrale                                          | +6 h 55 min 27 s pen                                            |
| 4                                                               | 37e Rallye Safari (31 mars - 4 avril)                           | 85 controles 4539 km Gravier                                    | 2                                                               | Mike Kirkland                                                   | Robin Nixon                                                     | Nissan Motorsports International                                | Nissan 200SX                                                    | +8 h 16 min 11 s pen                                            |
| 4                                                               | 37e Rallye Safari (31 mars - 4 avril)                           | 85 controles 4539 km Gravier                                    | 3                                                               | Stig Blomqvist                                                  | Björn Cederberg                                                 | Volkswagen Motorsport                                           | Volkswagen Golf GTI 16V                                         | +9 h 17 min 39 s pen                                            |
|                                                                 |                                                                 |                                                                 |                                                                 |                                                                 |                                                                 |                                                                 |                                                                 |                                                                 |
| 5                                                               | 33e Tour de Corse (23-26 avril)                                 | 33 spéciales 627 km Asphalte                                    | 1                                                               | Didier Auriol                                                   | Bernard Occelli                                                 | Martini Lancia                                                  | Lancia Delta Integrale                                          | 7 h 12 min 39 s                                                 |
| 5                                                               | 33e Tour de Corse (23-26 avril)                                 | 33 spéciales 627 km Asphalte                                    | 2                                                               | François Chatriot                                               | Michel Périn                                                    | Bastos Motul BMW                                                | BMW M3                                                          | 7 h 14 min 36 s                                                 |
| 5                                                               | 33e Tour de Corse (23-26 avril)                                 | 33 spéciales 627 km Asphalte                                    | 3                                                               | Juha Kankkunen                                                  | Juha Piironen                                                   | Toyota Team Europe                                              | Toyota Celica GT-Four                                           | 7 h 16 min 29 s                                                 |
|                                                                 |                                                                 |                                                                 |                                                                 |                                                                 |                                                                 |                                                                 |                                                                 |                                                                 |
| 6                                                               | 36e Rallye de l'Acropole (27 mai- 1er juin)                     | 42 spéciales 590 km Gravier                                     | 1                                                               | Miki Biasion                                                    | Tiziano Siviero                                                 | Martini Lancia                                                  | Lancia Delta Integrale                                          | 7 h 31 min 43 s                                                 |
| 6                                                               | 36e Rallye de l'Acropole (27 mai- 1er juin)                     | 42 spéciales 590 km Gravier                                     | 2                                                               | Didier Auriol                                                   | Bernard Occelli                                                 | Martini Lancia                                                  | Lancia Delta Integrale                                          | 7 h 33 min 41 s                                                 |
| 6                                                               | 36e Rallye de l'Acropole (27 mai- 1er juin)                     | 42 spéciales 590 km Gravier                                     | 3                                                               | Alex Fiorio                                                     | Luigi Pirollo                                                   | Jolly Club                                                      | Lancia Delta Integrale                                          | 7 h 35 min 14 s                                                 |
|                                                                 |                                                                 |                                                                 |                                                                 |                                                                 |                                                                 |                                                                 |                                                                 |                                                                 |
| 7                                                               | 19e Rallye de Nouvelle-Zélande (15-18 juillet)                  | 42 spéciales 595 km Gravier                                     | 1                                                               | Ingvar Carlsson                                                 | Per Carlsson                                                    | Mazda Rally Team Europe                                         | Mazda 323 4WD                                                   | 6 h 59 min 55 s                                                 |
| 7                                                               | 19e Rallye de Nouvelle-Zélande (15-18 juillet)                  | 42 spéciales 595 km Gravier                                     | 2                                                               | Rod Millen                                                      | Tony Sircombe                                                   | Rod Millen Motorsport                                           | Mazda 323 4WD                                                   | 7 h 02 min 37 s                                                 |
| 7                                                               | 19e Rallye de Nouvelle-Zélande (15-18 juillet)                  | 42 spéciales 595 km Gravier                                     | 3                                                               | Malcolm Wilson                                                  | Ian Grindrod                                                    | GM Euro Sport                                                   | Vauxhall Astra GTE                                              | 7 h 03 min 24 s                                                 |
|                                                                 |                                                                 |                                                                 |                                                                 |                                                                 |                                                                 |                                                                 |                                                                 |                                                                 |
| 8                                                               | 9e Rallye d'Argentine (1-5 août)                                | 30 spéciales 564 km Gravier                                     | 1                                                               | Mikael Ericsson                                                 | Claes Billstam                                                  | Martini Lancia                                                  | Lancia Delta Integrale                                          | 7 h 06 min 00 s                                                 |
| 8                                                               | 9e Rallye d'Argentine (1-5 août)                                | 30 spéciales 564 km Gravier                                     | 2                                                               | Alex Fiorio                                                     | Luigi Pirollo                                                   | Jolly Club                                                      | Lancia Delta Integrale                                          | 7 h 08 min 26 s                                                 |
| 8                                                               | 9e Rallye d'Argentine (1-5 août)                                | 30 spéciales 564 km Gravier                                     | 3                                                               | Jorge Recalde                                                   | Jorge del Bouno                                                 | Martini Lancia                                                  | Lancia Delta Integrale                                          | 7 h 19 min 42 s                                                 |
|                                                                 |                                                                 |                                                                 |                                                                 |                                                                 |                                                                 |                                                                 |                                                                 |                                                                 |
| 9                                                               | 39e Rallye de Finlande (25-27 août)                             | 43 spéciales 507 km Gravier                                     | 1                                                               | Mikael Ericsson                                                 | Claes Billstam                                                  | Mitsubishi Ralliart Europe                                      | Mitsubishi Galant VR-4                                          | 4 h 42 min 03 s                                                 |
| 9                                                               | 39e Rallye de Finlande (25-27 août)                             | 43 spéciales 507 km Gravier                                     | 2                                                               | Timo Salonen                                                    | Voitto Silander                                                 | Mazda Rally Team Europe                                         | Mazda 323 4WD                                                   | 4 h 43 min 44 s                                                 |
| 9                                                               | 39e Rallye de Finlande (25-27 août)                             | 43 spéciales 507 km Gravier                                     | 3                                                               | Carlos Sainz                                                    | Luis Moya                                                       | Toyota Team Europe                                              | Toyota Celica GT-Four                                           | 4 h 44 min 38 s                                                 |
|                                                                 |                                                                 |                                                                 |                                                                 |                                                                 |                                                                 |                                                                 |                                                                 |                                                                 |
| 10                                                              | 2e Rallye d'Australie (14-17 septembre)                         | 32 spéciales 544 km Gravier                                     | 1                                                               | Juha Kankkunen                                                  | Juha Piironen                                                   | Toyota Team Europe                                              | Toyota Celica GT-Four                                           | 5 h 32 min 09 s                                                 |
| 10                                                              | 2e Rallye d'Australie (14-17 septembre)                         | 32 spéciales 544 km Gravier                                     | 2                                                               | Kenneth Eriksson                                                | Staffan Parmander                                               | Toyota Team Europe                                              | Toyota Celica GT-Four                                           | 5 h 33 min 16 s                                                 |
| 10                                                              | 2e Rallye d'Australie (14-17 septembre)                         | 32 spéciales 544 km Gravier                                     | 3                                                               | Markku Alén                                                     | Ilkka Kivimäki                                                  | Martini Lancia                                                  | Lancia Delta Integrale                                          | 5 h 34 min 22 s                                                 |
|                                                                 |                                                                 |                                                                 |                                                                 |                                                                 |                                                                 |                                                                 |                                                                 |                                                                 |
| 11                                                              | 31e Rallye Sanremo (8-12 octobre)                               | 34 spéciales 544 km Aspalte/Gravier                             | 1                                                               | Miki Biasion                                                    | Tiziano Siviero                                                 | Martini Lancia                                                  | Lancia Delta Integrale 16V                                      | 6 h 48 min 30 s                                                 |
| 11                                                              | 31e Rallye Sanremo (8-12 octobre)                               | 34 spéciales 544 km Aspalte/Gravier                             | 2                                                               | Alex Fiorio                                                     | Luigi Pirollo                                                   | Jolly Club                                                      | Lancia Delta Integrale                                          | 6 h 48 min 35 s                                                 |
| 11                                                              | 31e Rallye Sanremo (8-12 octobre)                               | 34 spéciales 544 km Aspalte/Gravier                             | 3                                                               | Carlos Sainz                                                    | Luis Moya                                                       | Toyota Team Europe                                              | Toyota Celica GT-Four                                           | 6 h 48 min 55 s                                                 |
|                                                                 |                                                                 |                                                                 |                                                                 |                                                                 |                                                                 |                                                                 |                                                                 |                                                                 |
| 12                                                              | 21e Rallye de Côte d'Ivoire (29 octobre - 2 novembre)           | 87 controles 3528 km Gravier                                    | 1                                                               | Alain Oreille                                                   | Gilles Thimonier                                                | Simon Racing                                                    | Renault 5 GT Turbo                                              | +8 h 32 min 54 s pen                                            |
| 12                                                              | 21e Rallye de Côte d'Ivoire (29 octobre - 2 novembre)           | 87 controles 3528 km Gravier                                    | 2                                                               | Patrick Tauziac                                                 | Claude Papin                                                    | Ralliart                                                        | Mitsubishi Starion Turbo                                        | +11 h 36 min 50 s pen                                           |
| 12                                                              | 21e Rallye de Côte d'Ivoire (29 octobre - 2 novembre)           | 87 controles 3528 km Gravier                                    | 3                                                               | Adolphe Choteau                                                 | Jean-Pierre Claverie                                            | Toyota                                                          | Toyota Corolla GT                                               | +13 h 41 min 07 s pen                                           |
|                                                                 |                                                                 |                                                                 |                                                                 |                                                                 |                                                                 |                                                                 |                                                                 |                                                                 |
| 13                                                              | 45e Rallye de Grande-Bretagne (19-23 novembre)                  | 55 spéciales 603 km Gravier                                     | 1                                                               | Pentti Airikkala                                                | Ronan McNamee                                                   | Mitsubishi Ralliart Europe                                      | Mitsubishi Galant VR-4                                          | 6 h 19 min 22 s                                                 |
| 13                                                              | 45e Rallye de Grande-Bretagne (19-23 novembre)                  | 55 spéciales 603 km Gravier                                     | 2                                                               | Carlos Sainz                                                    | Luis Moya                                                       | Toyota Team Europe                                              | Toyota Celica GT-Four                                           | 6 h 20 min 50 s                                                 |
| 13                                                              | 45e Rallye de Grande-Bretagne (19-23 novembre)                  | 55 spéciales 603 km Gravier                                     | 3                                                               | Juha Kankkunen                                                  | Juha Piironen                                                   | Toyota Team Europe                                              | Toyota Celica GT-Four                                           | 6 h 23 min 11 s                                                 |
|                                                                 |                                                                 |                                                                 |                                                                 |                                                                 |                                                                 |                                                                 |                                                                 |                                                                 |

- Information:

La super 5 GT Turbo pilotée par Alain Oreille en 1989 reste dans l'histoire comme étant la seule voiture groupe N à avoir remporté une manche du Championnat du monde des rallyes.

## Classements

### Système de points en vigueur
| 1  | 20 | -  | -  | -  | -  | - | - | - | - | - |
| 2  | 18 | 17 | -  | -  | -  | - | - | - | - | - |
| 3  | 16 | 15 | 14 | -  | -  | - | - | - | - | - |
| 4  | 15 | 14 | 13 | 12 | -  | - | - | - | - | - |
| 5  | 14 | 13 | 12 | 11 | 10 | - | - | - | - | - |
| 6  | 13 | 12 | 11 | 10 | 9  | 8 | - | - | - | - |
| 7  | 12 | 11 | 10 | 9  | 8  | 7 | 6 | - | - | - |
| 8  | 11 | 10 | 9  | 8  | 7  | 6 | 5 | 4 | - | - |
| 9  | 10 | 9  | 8  | 7  | 6  | 5 | 4 | 3 | 2 | - |
| 10 | 9  | 8  | 7  | 6  | 5  | 4 | 3 | 2 | 1 | 1 |

| 20 pts | 15 pts | 12 pts | 10 pts | 8 pts | 6 pts | 4 pts | 3 pts | 2 pts | 1 pts |

### Classement constructeurs
| 1  | Lancia               | 20 | 20 | 20 | 20 | 20 | 20 | (8) | (14) | 20 | -  | 140 |
| 2  | Toyota               | 10 | -  | 12 | 14 | -  | -  | 14  | 20   | 14 | 17 | 101 |
| 3  | Mazda                | 12 | 12 | -  | -  | -  | -  | 17  | 10   | 8  | 8  | 67  |
| 4  | Mitsubishi           | -  | -  | -  | -  | 12 | -  | 20  | 6    | -  | 20 | 58  |
| 5  | Audi                 | 2  | 12 | -  | 3  | 8  | 12 | 6   | -    | -  | -  | 43  |
| 6  | BMW                  | 4  | 10 | -  | 17 | -  | -  | -   | -    | 6  | -  | 37  |
| 7  | Renault              | 9  | -  | -  | 11 | -  | -  | -   | -    | 10 | -  | 30  |
| 8  | Nissan               | -  | -  | 17 | -  | 1  | -  | -   | -    | -  | -  | 18  |
| 9  | Volkswagen           | -  | -  | 14 | -  | -  | -  | -   | -    | -  | -  | 14  |
| 10 | Renault Argentina    | -  | -  | -  | -  | -  | 10 | -   | -    | -  | -  | 15  |
| 11 | Vauxhall             | -  | -  | -  | -  | -  | -  | -   | 8    | -  | 1  | 9   |
| 12 | Subaru               | -  | -  | 6  | -  | -  | -  | -   | 1    | -  | -  | 7   |
| 13 | Ford                 | -  | -  | -  | 6  | -  | -  | -   | -    | -  | -  | 6   |
| 14 | Fiat Argentina       | -  | -  | -  | -  | -  | 3  | -   | -    | -  | -  | 3   |
| 15 | Volkswagen Argentina | -  | -  | -  | -  | -  | 1  | -   | -    | -  | -  | 1   |

### Classement pilotes
| Classement pilotes | Classement pilotes    | Classement pilotes | Classement pilotes | Classement pilotes | Classement pilotes | Classement pilotes | Classement pilotes | Classement pilotes | Classement pilotes | Classement pilotes | Classement pilotes | Classement pilotes | Classement pilotes | Classement pilotes | Classement pilotes | Classement pilotes |
| Rang               | Pilotes               | SWE                | MON                | POR                | KEN                | FRA                | GRE                | NZL                | ARG                | FIN                | AUS                | ITA                | CIV                | GBR                | Total              |                    |
| ------------------ | --------------------- | ------------------ | ------------------ | ------------------ | ------------------ | ------------------ | ------------------ | ------------------ | ------------------ | ------------------ | ------------------ | ------------------ | ------------------ | ------------------ | ------------------ | ------------------ |
| 1                  | Miki Biasion          | -                  | 20                 | 20                 | 20                 | -                  | 20                 | -                  | -                  | 6                  | -                  | 20                 | -                  | -                  | 106                |                    |
| 2                  | Alex Fiorio           | -                  | -                  | 12                 | 1                  | -                  | 12                 | -                  | 15                 | -                  | 10                 | 15                 | -                  | -                  | 65                 |                    |
| 3                  | Juha Kankkunen        | -                  | 8                  | -                  | -                  | 12                 | -                  | -                  | -                  | -                  | 20                 | 8                  | -                  | 12                 | 60                 |                    |
| 4                  | Mikael Ericsson       | 10                 | -                  | -                  | -                  | -                  | -                  | -                  | 20                 | 20                 | -                  | -                  | -                  | -                  | 50                 |                    |
| 5                  | Didier Auriol         | -                  | 15                 | -                  | -                  | 20                 | 15                 | -                  | -                  | -                  | -                  | -                  | -                  | -                  | 50                 |                    |
| 6                  | Kenneth Eriksson      | 12                 | -                  | -                  | -                  | -                  | -                  | -                  | -                  | 10                 | 15                 | -                  | -                  | 10                 | 47                 |                    |
| 7                  | Ingvar Carlsson       | 20                 | -                  | -                  | -                  | -                  | -                  | 20                 | -                  | -                  | -                  | -                  | -                  | 3                  | 43                 |                    |
| 8                  | Carlos Sainz          | -                  | -                  | -                  | -                  | -                  | -                  | -                  | -                  | 12                 | -                  | 12                 | -                  | 15                 | 39                 |                    |
| 9                  | Markku Alén           | -                  | -                  | 15                 | -                  | -                  | -                  | -                  | -                  | -                  | 12                 | -                  | -                  | -                  | 27                 |                    |
| 10                 | Alain Oreille         | -                  | 1                  | -                  | -                  | 3                  | -                  | -                  | -                  | -                  | -                  | 2                  | 20                 | -                  | 26                 |                    |
| 11                 | Rod Millen            | -                  | -                  | -                  | -                  | -                  | -                  | 15                 | -                  | -                  | 8                  | -                  | -                  | -                  | 23                 |                    |
| 12                 | Timo Salonen          | -                  | -                  | -                  | -                  | -                  | -                  | -                  | -                  | 15                 | -                  | -                  | -                  | 6                  | 21                 |                    |
| 13                 | Marc Duez             | -                  | 3                  | 8                  | -                  | 6                  | -                  | -                  | -                  | -                  | -                  | 4                  | -                  | -                  | 21                 |                    |
| 14                 | Pentti Airikkala      | -                  | -                  | -                  | -                  | -                  | -                  | -                  | -                  | -                  | -                  | -                  | -                  | 20                 | 20                 |                    |
| 15                 | Stig Blomqvist        | 8                  | -                  | -                  | 12                 | -                  | -                  | -                  | -                  | -                  | -                  | -                  | -                  | -                  | 20                 |                    |
| 15                 | Jorge Recalde         | -                  | -                  | -                  | -                  | -                  | 8                  | -                  | 12                 | -                  | -                  | -                  | -                  | -                  | 20                 |                    |
| 17                 | Georg Fischer         | -                  | -                  | 10                 | -                  | -                  | -                  | -                  | 10                 | -                  | -                  | -                  | -                  | -                  | 20                 |                    |
| 18                 | Malcolm Wilson        | -                  | -                  | -                  | -                  | -                  | -                  | 12                 | -                  | -                  | 6                  | -                  | -                  | 1                  | 19                 |                    |
| 19                 | Per Eklund            | 15                 | -                  | -                  | -                  | -                  | 1                  | -                  | -                  | -                  | -                  | -                  | -                  | -                  | 16                 |                    |
| 20                 | Mike Kirkland         | -                  | -                  | -                  | 15                 | -                  | -                  | -                  | -                  | -                  | -                  | -                  | -                  | -                  | 15                 |                    |
| 20                 | François Chatriot     | -                  | -                  | -                  | -                  | 15                 | -                  | -                  | -                  | -                  | -                  | -                  | -                  | -                  | 15                 |                    |
| 20                 | Patrick Tauziac       | -                  | -                  | -                  | -                  | -                  | -                  | -                  | -                  | -                  | -                  | -                  | 15                 | -                  | 15                 |                    |
| 23                 | Dario Cerrato         | -                  | 4                  | -                  | -                  | -                  | -                  | -                  | -                  | -                  | -                  | 10                 | -                  | -                  | 14                 |                    |
| 24                 | Kenjiro Shinozuka     | -                  | -                  | -                  | -                  | -                  | 4                  | 6                  | -                  | -                  | 4                  | -                  | -                  | -                  | 14                 |                    |
| 25                 | Bruno Saby            | -                  | 12                 | -                  | -                  | -                  | -                  | -                  | -                  | -                  | -                  | -                  | -                  | -                  | 12                 |                    |
| 25                 | Adolphe Choteau       | -                  | -                  | -                  | -                  | -                  | -                  | -                  | -                  | -                  | -                  | -                  | 12                 | -                  | 12                 |                    |
| 27                 | Hannu Mikkola         | -                  | 10                 | -                  | -                  | -                  | -                  | -                  | -                  | -                  | -                  | -                  | -                  | 2                  | 12                 |                    |
| 28                 | Patrick Snijers       | -                  | 6                  | -                  | -                  | -                  | -                  | -                  | -                  | -                  | -                  | 6                  | -                  | -                  | 12                 |                    |
| 29                 | Björn Waldegård       | -                  | -                  | -                  | 10                 | -                  | -                  | -                  | -                  | -                  | -                  | -                  | -                  | -                  | 10                 |                    |
| 29                 | Yves Loubet           | -                  | -                  | -                  | -                  | 10                 | -                  | -                  | -                  | -                  | -                  | -                  | -                  | -                  | 10                 |                    |
| 29                 | Jimmy McRae           | -                  | -                  | -                  | -                  | -                  | 10                 | -                  | -                  | -                  | -                  | -                  | -                  | -                  | 10                 |                    |
| 29                 | Mats Jonsson          | -                  | -                  | -                  | -                  | -                  | -                  | 10                 | -                  | -                  | -                  | -                  | -                  | -                  | 10                 |                    |
| 29                 | André Segolen         | -                  | -                  | -                  | -                  | -                  | -                  | -                  | -                  | -                  | -                  | -                  | 10                 | -                  | 10                 |                    |
| 34                 | Ian Duncan            | -                  | -                  | -                  | 8                  | -                  | -                  | -                  | -                  | -                  | -                  | -                  | -                  | -                  | 8                  |                    |
| 34                 | Bernard Béguin        | -                  | -                  | -                  | -                  | 8                  | -                  | -                  | -                  | -                  | -                  | -                  | -                  | -                  | 8                  |                    |
| 34                 | Colin McRae           | -                  | -                  | -                  | -                  | -                  | -                  | 8                  | -                  | -                  | -                  | -                  | -                  | -                  | 8                  |                    |
| 34                 | Ernesto Soto          | -                  | -                  | -                  | -                  | -                  | -                  | -                  | 8                  | -                  | -                  | -                  | -                  | -                  | 8                  |                    |
| 34                 | Thorbjörn Edling      | -                  | -                  | -                  | -                  | -                  | -                  | -                  | -                  | 8                  | -                  | -                  | -                  | -                  | 8                  |                    |
| 34                 | Patrice Servant       | -                  | -                  | -                  | -                  | -                  | -                  | -                  | -                  | -                  | -                  | -                  | 8                  | -                  | 8                  |                    |
| 34                 | Ari Vatanen           | -                  | -                  | -                  | -                  | -                  | -                  | -                  | -                  | -                  | -                  | -                  | -                  | 8                  | 8                  |                    |
| 41                 | Armin Schwarz         | -                  | -                  | -                  | -                  | -                  | 3                  | -                  | -                  | 4                  | -                  | -                  | -                  | -                  | 7                  |                    |
| 42                 | Sebastian Lindholm    | 6                  | -                  | -                  | -                  | -                  | -                  | -                  | -                  | -                  | -                  | -                  | -                  | -                  | 6                  |                    |
| 42                 | Carlos Bica           | -                  | -                  | 6                  | -                  | -                  | -                  | -                  | -                  | -                  | -                  | -                  | -                  | -                  | 6                  |                    |
| 42                 | Vic Preston Jr        | -                  | -                  | -                  | 6                  | -                  | -                  | -                  | -                  | -                  | -                  | -                  | -                  | -                  | 6                  |                    |
| 42                 | Rudi Stohl (de)       | -                  | -                  | -                  | -                  | -                  | 6                  | -                  | -                  | -                  | -                  | -                  | -                  | -                  | 6                  |                    |
| 42                 | Fernando Stella       | -                  | -                  | -                  | -                  | -                  | -                  | -                  | 6                  | -                  | -                  | -                  | -                  | -                  | 6                  |                    |
| 42                 | José Graziani         | -                  | -                  | -                  | -                  | -                  | -                  | -                  | -                  | -                  | -                  | -                  | 6                  | -                  | 6                  |                    |
| 48                 | Stig-Olov Walfridsson | 3                  | -                  | -                  | -                  | -                  | -                  | -                  | -                  | 3                  | -                  | -                  | -                  | -                  | 6                  |                    |
| 49                 | Grégoire De Mévius    | -                  | -                  | 4                  | -                  | -                  | -                  | -                  | -                  | -                  | -                  | 1                  | -                  | -                  | 5                  |                    |
| 49                 | Gustavo Trelles       | -                  | -                  | 1                  | -                  | -                  | -                  | -                  | 4                  | -                  | -                  | -                  | -                  | -                  | 5                  |                    |
| 49                 | Possum Bourne         | -                  | -                  | -                  | 4                  | -                  | -                  | -                  | -                  | -                  | 1                  | -                  | -                  | -                  | 5                  |                    |
| 52                 | Leif Asterhag         | 4                  | -                  | -                  | -                  | -                  | -                  | -                  | -                  | -                  | -                  | -                  | -                  | -                  | 4                  |                    |
| 52                 | Gianfranco Cunico     | -                  | -                  | -                  | -                  | 4                  | -                  | -                  | -                  | -                  | -                  | -                  | -                  | -                  | 4                  |                    |
| 52                 | Ray Wilson            | -                  | -                  | -                  | -                  | -                  | -                  | 4                  | -                  | -                  | -                  | -                  | -                  | -                  | 4                  |                    |
| 52                 | Benoît Antoine        | -                  | -                  | -                  | -                  | -                  | -                  | -                  | -                  | -                  | -                  | -                  | 4                  | -                  | 4                  |                    |
| 52                 | Mikael Sundström      | -                  | -                  | -                  | -                  | -                  | -                  | -                  | -                  | -                  | -                  | -                  | -                  | 4                  | 4                  |                    |
| 57                 | Paola De Martini      | -                  | 2                  | -                  | -                  | 2                  | -                  | -                  | -                  | -                  | -                  | -                  | -                  | -                  | 4                  |                    |
| 58                 | Paolo Andreucci       | -                  | -                  | 3                  | -                  | -                  | -                  | -                  | -                  | -                  | -                  | -                  | -                  | -                  | 3                  |                    |
| 58                 | Erwin Weber           | -                  | -                  | -                  | 3                  | -                  | -                  | -                  | -                  | -                  | -                  | -                  | -                  | -                  | 3                  |                    |
| 58                 | Saeed Al-Hajri        | -                  | -                  | -                  | -                  | -                  | -                  | 3                  | -                  | -                  | -                  | -                  | -                  | -                  | 3                  |                    |
| 58                 | Juan Maria Traverso   | -                  | -                  | -                  | -                  | -                  | -                  | -                  | 3                  | -                  | -                  | -                  | -                  | -                  | 3                  |                    |
| 58                 | Wayne Bell            | -                  | -                  | -                  | -                  | -                  | -                  | -                  | -                  | -                  | 3                  | -                  | -                  | -                  | 3                  |                    |
| 58                 | Paolo Alessandrini    | -                  | -                  | -                  | -                  | -                  | -                  | -                  | -                  | -                  | -                  | 3                  | -                  | -                  | 3                  |                    |
| 64                 | Björn Johansson       | 2                  | -                  | -                  | -                  | -                  | -                  | -                  | -                  | -                  | -                  | -                  | -                  | -                  | 2                  |                    |
| 64                 | Fredrik Skoghag       | -                  | -                  | 2                  | -                  | -                  | -                  | -                  | -                  | -                  | -                  | -                  | -                  | -                  | 2                  |                    |
| 64                 | Jim Heather-Hayes     | -                  | -                  | -                  | 2                  | -                  | -                  | -                  | -                  | -                  | -                  | -                  | -                  | -                  | 2                  |                    |
| 64                 | Jigger                | -                  | -                  | -                  | -                  | -                  | 2                  | -                  | -                  | -                  | -                  | -                  | -                  | -                  | 2                  |                    |
| 64                 | Ross Dunkerton        | -                  | -                  | -                  | -                  | -                  | -                  | 2                  | -                  | -                  | -                  | -                  | -                  | -                  | 2                  |                    |
| 64                 | Jorge Bescham         | -                  | -                  | -                  | -                  | -                  | -                  | -                  | 2                  | -                  | -                  | -                  | -                  | -                  | 2                  |                    |
| 64                 | Risto Buri            | -                  | -                  | -                  | -                  | -                  | -                  | -                  | -                  | 2                  | -                  | -                  | -                  | -                  | 2                  |                    |
| 64                 | Ed Ordynski           | -                  | -                  | -                  | -                  | -                  | -                  | -                  | -                  | -                  | 2                  | -                  | -                  | -                  | 2                  |                    |
| 72                 | Hakån Eriksson        | 1                  | -                  | -                  | -                  | -                  | -                  | -                  | -                  | -                  | -                  | -                  | -                  | -                  | 1                  |                    |
| 72                 | Claude Balesi         | -                  | -                  | -                  | -                  | 1                  | -                  | -                  | -                  | -                  | -                  | -                  | -                  | -                  | 1                  |                    |
| 72                 | Ken Adamson           | -                  | -                  | -                  | -                  | -                  | -                  | 1                  | -                  | -                  | -                  | -                  | -                  | -                  | 1                  |                    |
| 72                 | Édio Füchter          | -                  | -                  | -                  | -                  | -                  | -                  | -                  | 1                  | -                  | -                  | -                  | -                  | -                  | 1                  |                    |
| 72                 | Esa Saarenpää         | -                  | -                  | -                  | -                  | -                  | -                  | -                  | -                  | 1                  | -                  | -                  | -                  | -                  | 1                  |                    |

### Coupe FIA des voitures de production
| Coupe FIA des voitures de production | Coupe FIA des voitures de production | Coupe FIA des voitures de production | Coupe FIA des voitures de production | Coupe FIA des voitures de production | Coupe FIA des voitures de production | Coupe FIA des voitures de production | Coupe FIA des voitures de production | Coupe FIA des voitures de production | Coupe FIA des voitures de production | Coupe FIA des voitures de production | Coupe FIA des voitures de production | Coupe FIA des voitures de production | Coupe FIA des voitures de production | Coupe FIA des voitures de production | Coupe FIA des voitures de production | Coupe FIA des voitures de production |
| Rang                                 | Pilote                               | SWE                                  | MON                                  | POR                                  | KEN                                  | FRA                                  | GRE                                  | NZL                                  | ARG                                  | FIN                                  | AUS                                  | ITA                                  | CIV                                  | GBR                                  | Points                               |                                      |
| ------------------------------------ | ------------------------------------ | ------------------------------------ | ------------------------------------ | ------------------------------------ | ------------------------------------ | ------------------------------------ | ------------------------------------ | ------------------------------------ | ------------------------------------ | ------------------------------------ | ------------------------------------ | ------------------------------------ | ------------------------------------ | ------------------------------------ | ------------------------------------ | ------------------------------------ |
| 1                                    | Alain Oreille                        | -                                    | 13                                   | -                                    | -                                    | 13                                   | -                                    | -                                    | -                                    | -                                    | 7                                    | 13                                   | 13                                   | -                                    | 59                                   |                                      |
| 2                                    | Grégoire De Mévius                   | 4                                    | 10                                   | 13                                   | -                                    | -                                    | -                                    | -                                    | -                                    | -                                    | -                                    | 11                                   | -                                    | 13                                   | 51                                   |                                      |
| 3                                    | Gustavo Trelles                      | 7                                    | -                                    | 5                                    | -                                    | -                                    | 1                                    | -                                    | 13                                   | 13                                   | -                                    | -                                    | -                                    | -                                    | 39                                   |                                      |
| 4                                    | Fredrik Skoghag                      | -                                    | -                                    | 7                                    | -                                    | -                                    | 2                                    | -                                    | -                                    | 2                                    | 10                                   | -                                    | -                                    | -                                    | 21                                   |                                      |
| 5                                    | Kiyoshi Inoue                        | -                                    | -                                    | 3                                    | -                                    | -                                    | 13                                   | -                                    | -                                    | -                                    | 2                                    | -                                    | -                                    | -                                    | 18                                   |                                      |
| 6                                    | Sören Nilsson                        | 13                                   | -                                    | -                                    | -                                    | -                                    | -                                    | -                                    | -                                    | -                                    | -                                    | -                                    | -                                    | -                                    | 13                                   |                                      |
| 6                                    | Ken Adamson                          | -                                    | -                                    | -                                    | -                                    | -                                    | -                                    | 13                                   | -                                    | -                                    | -                                    | -                                    | -                                    | -                                    | 13                                   |                                      |
| 6                                    | Ed Ordynski                          | -                                    | -                                    | -                                    | -                                    | -                                    | -                                    | -                                    | -                                    | -                                    | 13                                   | -                                    | -                                    | -                                    | 13                                   |                                      |
| 9                                    | Marc Hopf                            | -                                    | -                                    | -                                    | -                                    | -                                    | -                                    | -                                    | -                                    | -                                    | -                                    | 5                                    | -                                    | 7                                    | 12                                   |                                      |
| 10                                   | Patrice Servant                      | -                                    | -                                    | -                                    | -                                    | -                                    | -                                    | -                                    | -                                    | -                                    | -                                    | -                                    | 11                                   | -                                    | 11                                   |                                      |